# Chicago Croatian
El Chicago Croatian fue un equipo de fútbol semiprofesional de los Estados Unidos que alguna vez jugó en la National Soccer League of Chicago.

## Historia
Fue fundado en el año 1950 en la ciudad de Chicago, Illinois por un grupo de inmigrantes croatas de la ciudad.
Históricamente son el equipo croata de fútbol más exitoso de los Estados Unidos, sobre todo entre la década de los años 70 y 80, llegando a la final de la National Challenge Cup en tres ocasiones y ganaron varios títulos estatales.
A nivel internacional participaron en la Copa de Campeones de la Concacaf 1985, en la cual fueron eliminados en la primera ronda por el CD Olimpia de Honduras.
El club dejó de existir en 1990 luego del poco apoyo de patrocinadores para el club.

## Palmarés
- National Challenge Cup  (0)
- Finalistas (3): 1974, 1979, 1984
- Semifinalistas (1): 1985
- National Soccer League of Chicago (2): 1971, 1973
- Peel Cup (Copa del Estado de Illinios) (4): 1973, 1976, 1978, 1986
- Croatian-North American Soccer Tournament (6): 1968, 1975, 1976, 1977, 1979, 1986

## Participación en competiciones de la Concacaf
| Temporada | Torneo                           | Ronda | Club       | Casa | Visita | Global |
| --------- | -------------------------------- | ----- | ---------- | ---- | ------ | ------ |
| 1985      | Copa de Campeones de la Concacaf | 1     | CD Olimpia | 0-2  | 0-4    | 0-6    |

## Jugadores destacados
| - Yaro Dachniwsky - John Galovic - Leo Kulinczenko - Vlado Crnjak | - Dusko Budimir - Slavko Petrina - Joseph Konarsky - Tony Novacio | - Joseph Malkoc - Tony Tadijanovic - Zygmund Tryna - George Budman |

## Entrenadores destacados
- Joe Tadijanovic
- Frank Basan